# ديوان المظالم

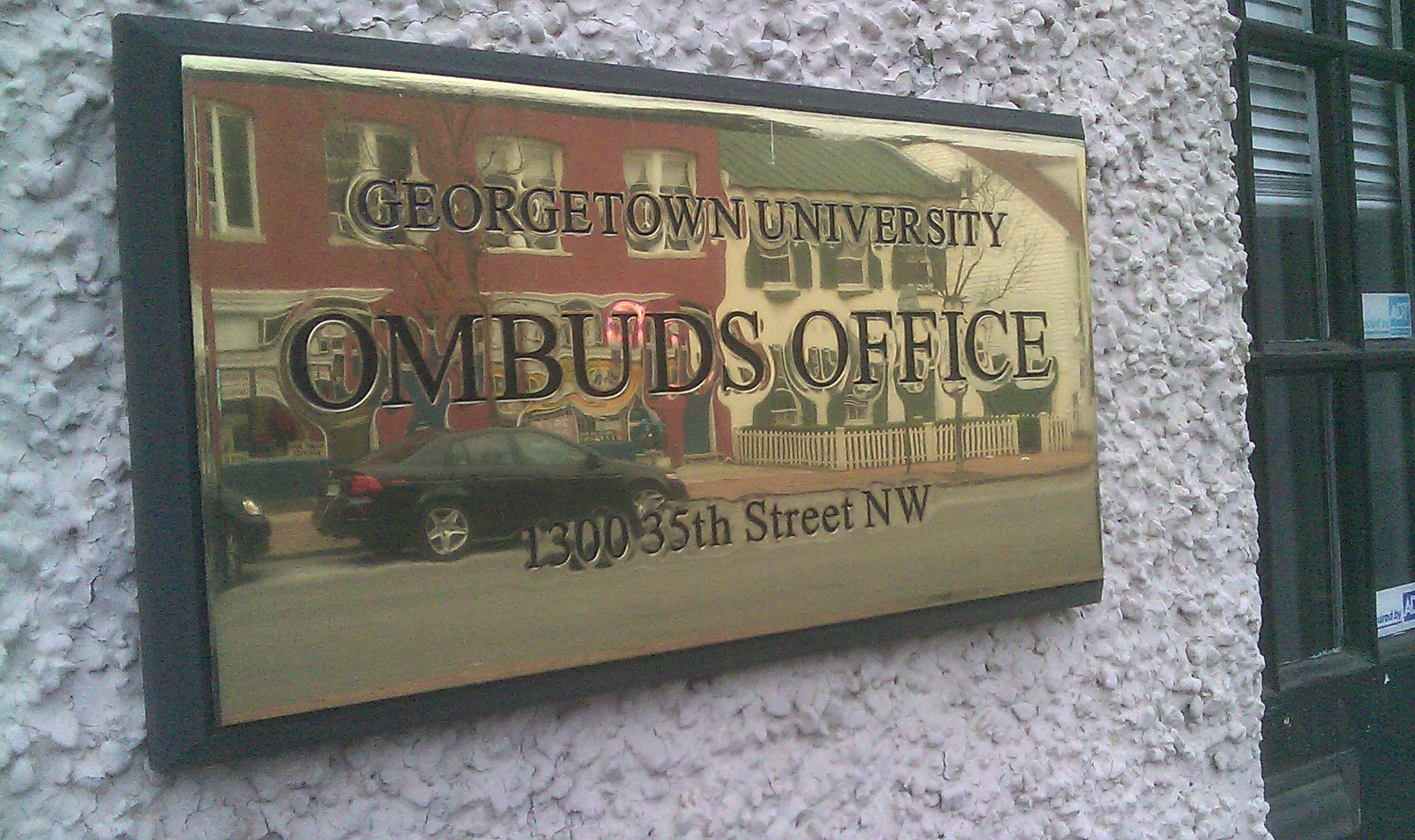
شعار الأمبودسمان في جامعة جورجاتون في واشنطون دي سي

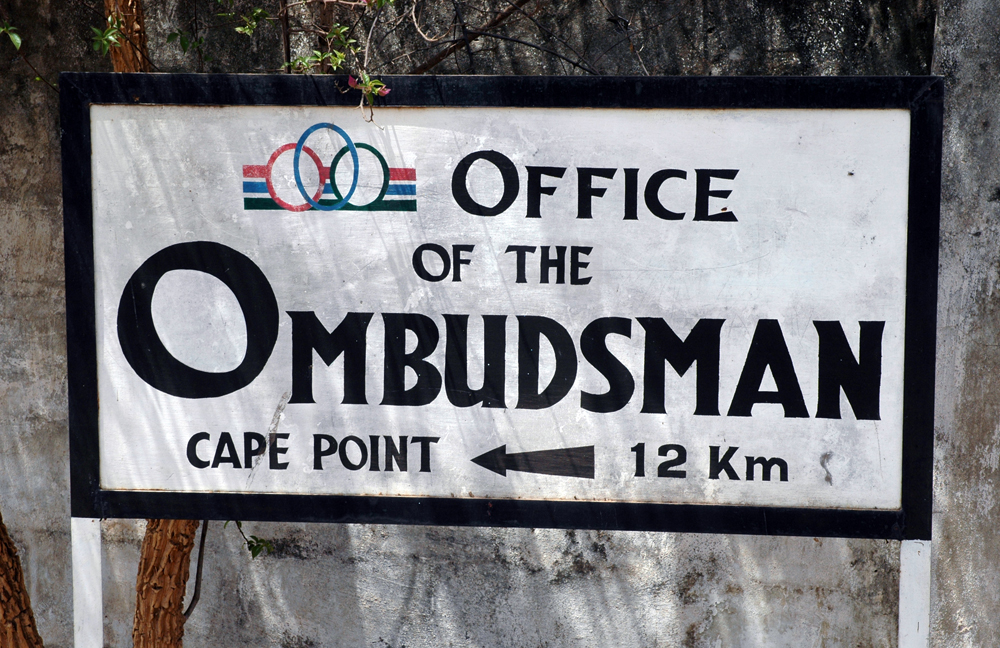
شعار الأمبودسمان في بانجول, غامبيا

ديوان المظالم أو الأومبودسمان (من النوردية القديمة: umbuðsmann وتعني «مفوَّض الشّعب») ديوان يتلقّى شكاوى المواطنين ليتعامل معها مباشرةً وبسلطة مستمدة من قائد البلاد، لتفادي مشكلات قد تعرقل معالجة الشكوى من خلال المؤسسات المختصة في الأصل.
ويُعتبر الرسول محمد هو أول من أسس لهذا النظام في الإسلام، حيث كان يحاسب المسؤولين، أما زمن الخلافة الراشدة فقد كان الخليفة عمر بن الخطاب أول من حاسب الولاة وعمال الدولة بنظام قريب من نظام ديوان المظالم، حيث كان في كل سنة في موسم الحج يجمع ولاته وأمراءه ويستمع إلى شكاوى الناس ويتخذ أقسى العقوبات في حق المخطئ منهم في عصر الخلافة الراشدة، لكن أول ديوان مظالم أُسس في التاريخ كان زمن الدولة العباسية في منتصف القرن الخامس الهجري.
أما في العصر الحديث فقد ظهرت الكلمة لأول مرة في السويد عام 1809 عندما تضمن الدستور قرارا بتعيين أمبودسمان في السويد التي كانت أول دولة ينشأ بها مثل هذا النظام. ثم امتدت الفكرة بعد ذلك إلى الدول الاسكندينافية ثم انتشرت في كثير من بلدان العالم المختلفة التي أنشأت بدورها مكاتب مماثلة للأمبودسمان.
ونظرا للاختصاصات والواجبات المتعددة والمتداخلة التي يتولاها الأمبودسمان ولصعوبة ترجمة الكلمة إلى اللغات الأخرى مع احتفاظها بمضمونها المتعدد الجوانب، فإن الكلمة دخلت اللغات المختلفة كما هي في اللغة السويدية وأصبحت معروفة الدلالة في أدبيات حقوق الإنسان وعند العاملين في هذا المجال.
حاول البعض أن يترجم كلمة الأمبودسمان إلى العربية تحت مسمى «مكتب الشكاوى» ولكن اختصاصات الأمبودسمان تتجاوز مجرد تلقى الشكاوى وبحثها. ومع أن هذه الاختصاصات تختلف من دولة إلى أخرى فإنها في أغلب الأحوال تتسع لتشمل النظر في الشكاوى المتعلقة بانتهاك حقوق الإنسان واتخاذ المبادرة لتصحيح بعض الأوضاع التي تتنافى مع مواثيق حقوق الإنسان الدولية أو القوانين المحلية المنظمة لممارسة هذه الحقوق.
كما أن الأمبودسمان قد يقترح تعديل قوانين قائمة أو السعى لإصدار قوانين جديدة تهدف إلى حماية هذه الحقوق كما تمتد لتشمل حقوق المواطنين بشكل عام وحقوق المرأة والطفل والمعوقين وغيرهم من فئات المجتمع التي قد تكون موضع تمييز أو تهميش بشكل خاص.
ولذلك فقد رأت إدارة مشروع الشبكة الإقليمية لمكاتب الأمبودسمان العربية الاحتفاظ بالكلمة بأصلها السويدي أسوة بما يجرى عليه العمل في أغلب اللغات الأجنبية. [بحاجة لمصدر] إلا أنّ ديوان المظالم كان موجودًا في القرون الأولى بعد انتشار الإسلام بالتسمية العربية، ويُسمّى بالاسم العربي في كلّ من السعودية والأردن ومصر
ويوجد هذا المكتب في الوطن العربي تحديدا في البحرين وهو الوحيد من نوعه.